# Leinefelde-Worbis
Leinefelde-Worbis est une ville allemande située dans l'arrondissement d'Eichsfeld en Thuringe. La ville est née le 16 mars 2004 de l'union des villes de Leinefelde et Worbis avec les communes de Breitenbach et Wintzingerode. Elle est la plus vaste et la plus peuplée de l'arrondissement devant son chef-lieu Heilbad Heiligenstadt et le centre économique et administratif de l'est de l'arrondissement.

## Géographie

Situation de Leinefelde-Worbis dans l'arrondissement d'Eichsfeld

Leinefelde-Worbis est située dans l'est de l'arrondissement dans un paysage vallonné limité au nord par les Monts Ohm et au sud par les Monts Dün, à 14 km à l'est de Heilbad Heiligenstadt.
Trois rivières importantes prennent leur source sur le territoire communal : la Leine près de Leinefelde apparatenant au bassin de la Weser et la Wipper appartenant à celui de l'Elbe.

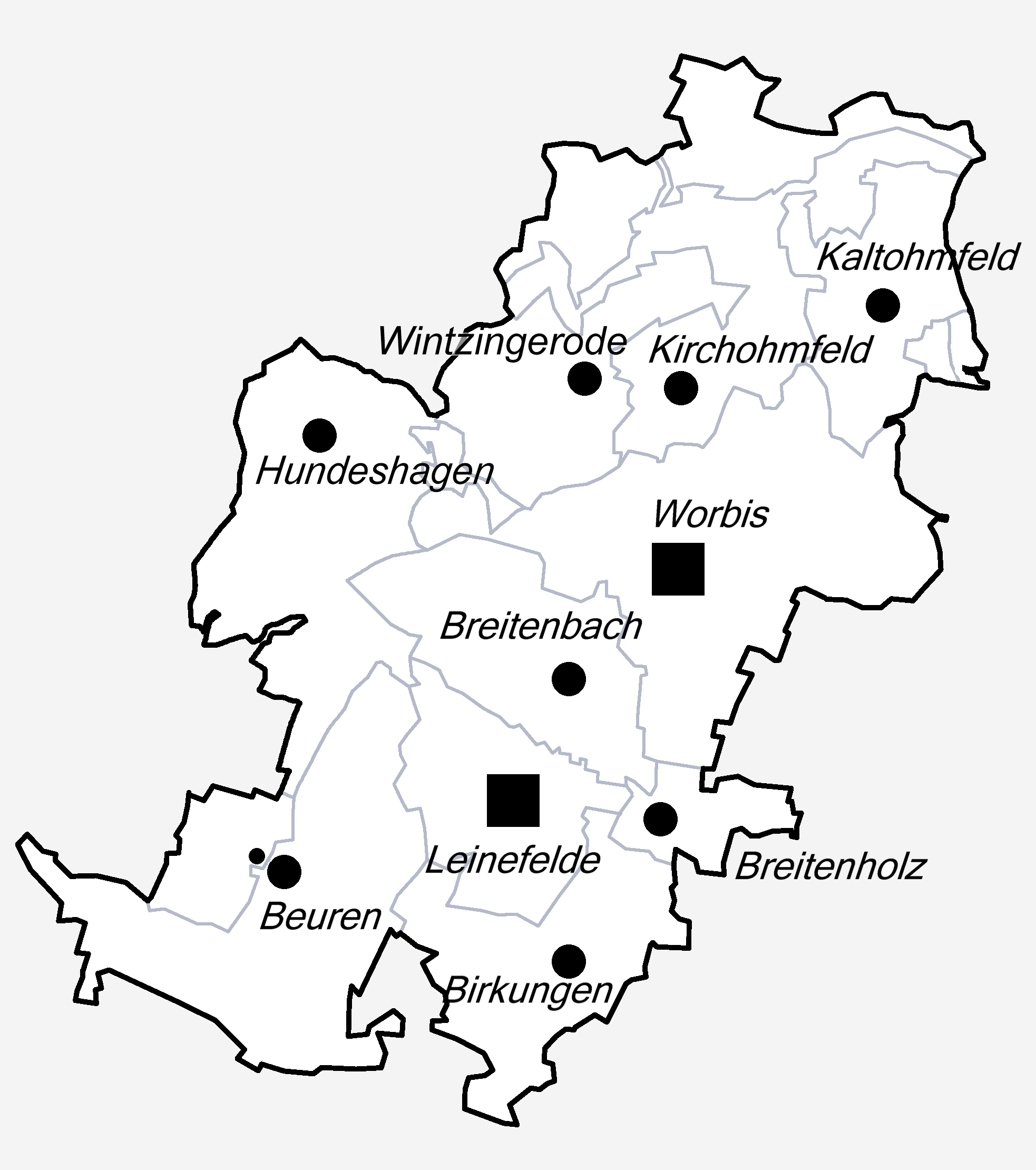
Les différents quartiers de Leinefelde-Worbis

La ville est composée de neuf quartiers (population actuelle) :
- Leinefelde (9 700), siège des autorités ;
- Worbis (5 000) ;
- Birkungen (1 500) ;
- Beuren (1 300) ;
- Breitenbach (1 000) ;
- Wintzingerode (570) ;
- Breitenholz (540) ;
- Kirchohmfeld (430) ;
- Kaltohmfeld (170).

## Histoire
| Appartenances historiques Électorat de Mayence 973-1807 Royaume de Westphalie 1807-1813 Royaume de Prusse (Province de Saxe) 1815-1918 République de Weimar 1918-1933 Reich allemand 1933-1945 Allemagne occupée 1945-1949 République démocratique allemande 1949–1990 Allemagne 1990–présent |

Dès le VIIIe siècle, la contrée est partagée entre l'évêché d'Erfurt et l'archevêché de Mayence. En 1806, lors de la sécularisation voulue par Napoléon Ier, la région intègre le royaume de Westphalie. En 1816 est créé un arrondissement de Worbis qui sera intégré à la République démocratique allemande en 1950 et au district d'Erfurt. Cette terre paysanne et catholique, frontalière de la RFA, a fait l'objet de divers plans de développement destinés à la "prolétariser" les autorités craignant des révoltes.

### Leinefelde
La première mention écrite de Leinefelde date de 1227 mais le village existait certainement depuis le IXe siècle. La localité reste un petit village durant toute son histoire jusqu'au XIXe siècle et au développement routier (routes Berlin-Cologne en 1826 et route Gotha-Northeim en 1834) et ferroviaire (ligne Halle-Nordhausen-Kassel-Gottingue en 1867 et ligne vers Gotha en 1870) où Leinefelde devient un important carrefour.
C'est pour cela que le SED présente dans les années 1950 un plan de développement industriel de la région. Une grande filature de coton y est implantée (4 500 ouvriers à sa plus belle époque) ainsi que d'autres usines (préfabriqués de béton notamment). Leinefelde obtient les droits de ville en 1969 et sa population augmente beaucoup, passant de 6 618 habitants en 1970 à 15 526 en 1985.

### Worbis
La première mention écrite de Worbis date de 1162. En 1209, des seigneurs de Worbis, vassaux des comtes de Lohra sont signalés. Worbis passe ensuite dans les domaines des landgraves de Thuringe.
Worbis obtient les droits de ville entre 1238 et 1255. La première mention de son château date de 1289 et, de 1381 à 1574, elle appartient aux seigneurs de Bülzingslöwen.
Après l'intégration dans le royaume de Prusse en 1816, Worbis devient le chef-lieu d'un arrondissement qui existera jusqu'en 1994. Worbis perd alors son rôle de chef-lieu au profit de Heilbad Heiligenstadt dans le nouvel arrondissement d'Eichsfeld.

### Beuren
La première mention écrite du village date de 1128. En 1200, un monastère cistercien y est fondé par Konrad von Bodenstein. Ce monastère a existé jusqu'en 1809. En 2000, la commune a été incorporée à la ville de Leinefelde.

### Birkungen
La première mention écrite date de 1191. Son incorporation à la ville de Leinefelde date de 1995.

### Breitenbach
La première mention écrite de Breitenbach date de 1227. En 1373, le village entre dans les possessions de l'Électorat de Mayence. L'ancienne commune a fait partie de la communauté d'administration Am Ohmgebirge dont Worbis était le siège.

### Breitenholz
La première mention de Breitenholz, assez tardive, date de 1544. Son église est terminée en 1695. À la fin de la Seconde Guerre mondiale, une base de lancement de V2 y fut implantée. La commune de Breitenholz a été incorporée à la ville de Leinefelde en 1992.

### Kaltohmfeld
La première mention du village date de 1418.

### Kirchohmfeld

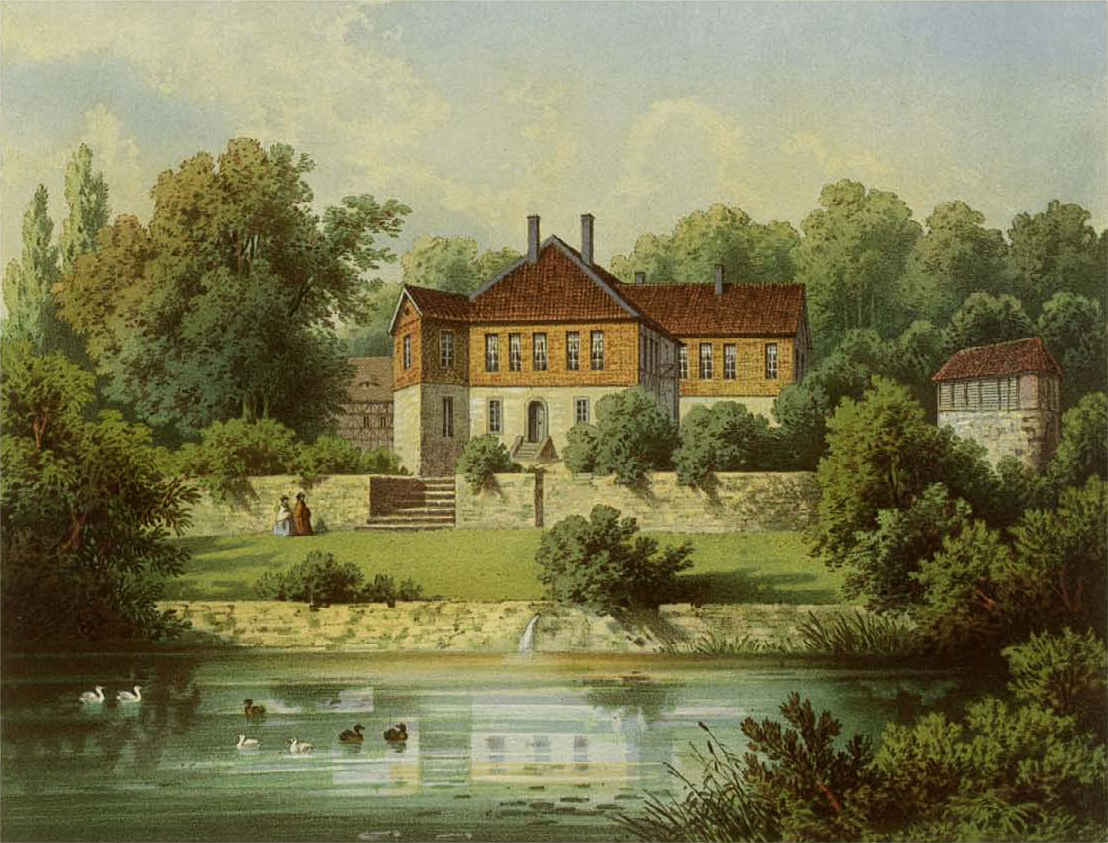
Manoir des comtes de Witzingerode à Kirchohmfeld en 1857

La première mention date de 1217. Le manoir des comtes de Witzingerode y a été détruit après leur expropriation en 1945. Kirchohmfeld a été incorporé à la ville de Worbis en 1994.

### Witzingerode

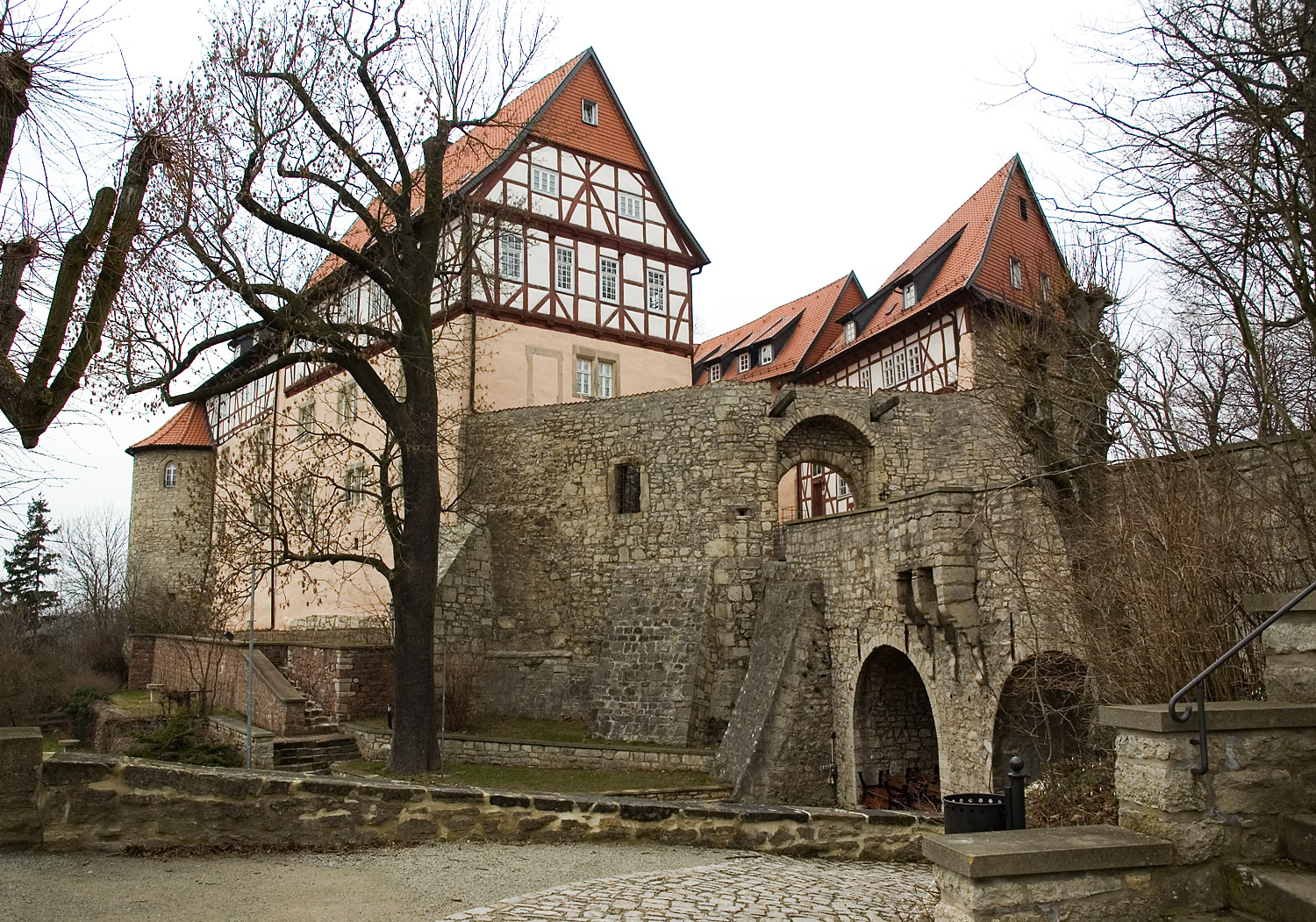
Le château de Witzingerode

La première mention de Witzingerode date de 1209. Le village a été le siège d'une importante seigneurie. les comtes de Witzingerode y firent construire au Moyen Âge un château qui existe encore. Wintzigerode a été l'un des rares villages de la région à devenir protestant au XVIe siècle avant d'être dévasté en 1530.

## Démographie
Ville de Worbis :
| 1885  | 1910  | 1925  | 1933  | 1939  | 1950  | 1971  | 1981   | 1988   |
| ----- | ----- | ----- | ----- | ----- | ----- | ----- | ------ | ------ |
| 1 961 | 2 171 | 2 270 | 2 513 | 2 453 | 2 927 | 6 658 | 13 727 | 16 277 |

Ville de Leinefelde :
| 1840 | 1890  | 1910  | 1925  | 1933  | 1939  | 1960  | 1969  | 1992   |
| ---- | ----- | ----- | ----- | ----- | ----- | ----- | ----- | ------ |
| 946  | 1 593 | 1 937 | 2 173 | 2 349 | 2 313 | 2 559 | 6 200 | 16 024 |

Ville de Leinefelde-Worbis dans ses limites actuelles :
| 1910  | 1933   | 1939   | 1995   | 2001   | 2010   |
| ----- | ------ | ------ | ------ | ------ | ------ |
| 9 486 | 10 953 | 10 597 | 24 845 | 21 817 | 19 700 |

## Économie
- Brasserie Neunspringe Worbis

## Lieux et monuments
- Worbis, parc aux ours (Alternativer Bärenpark Worbis), créé en 1996. Ce parc veut offrir un habitat quasi naturel aux ours.
- Worbis, jardin japonais.
- Beuren, château de Scharfenstein (XIIIe siècle).
- Wintzingerode, château de Bodenstein (XIIIe siècle).
- Worbis, nombreuse maisons traditionnelles à colombages (Deutsche Fachwerkstraße).
- Worbis, église abbatiale St Antoine (1668).
- Leinefelde, Hôtel de Ville Wasserturm (château d'eau).

## Galerie

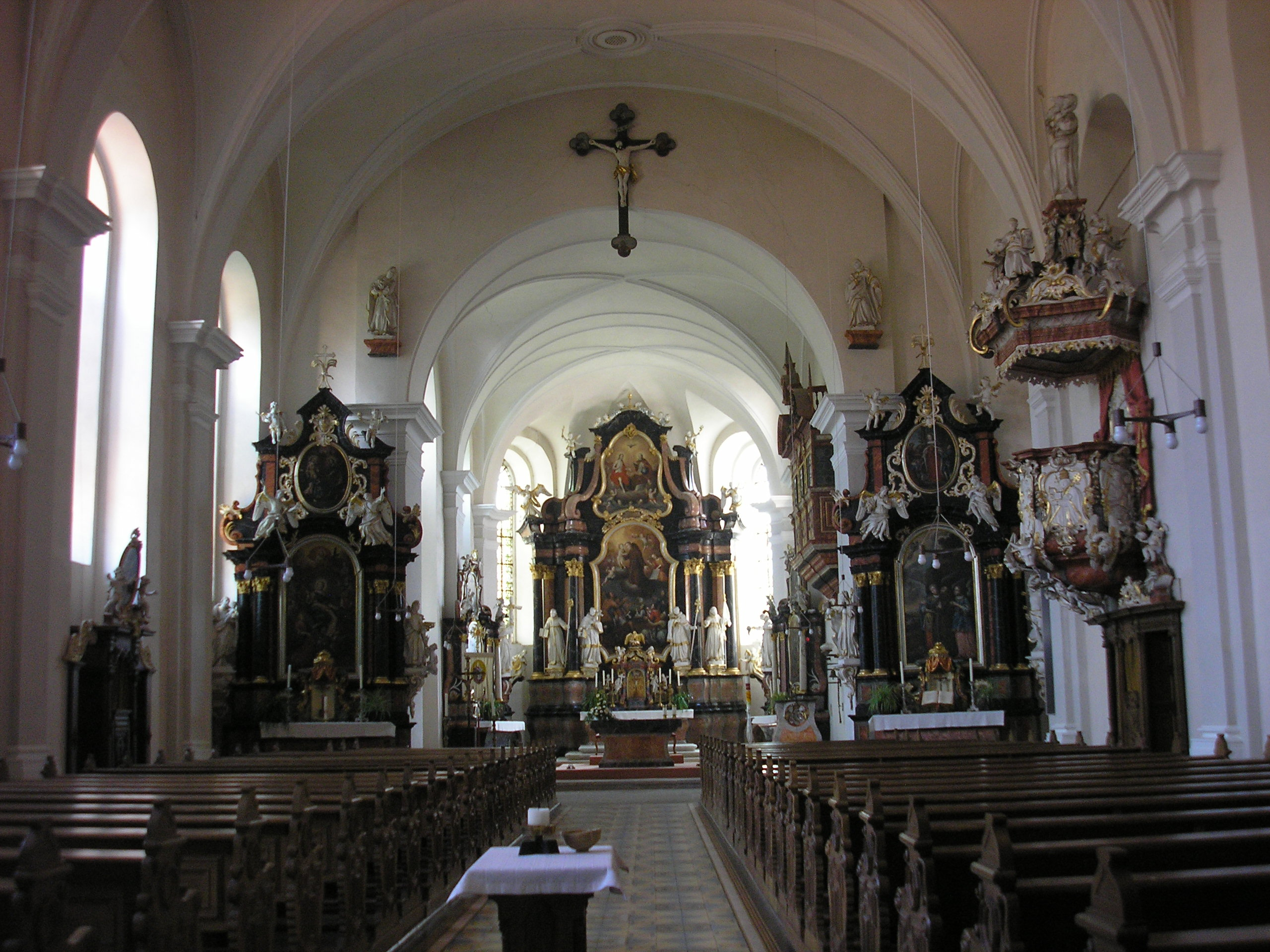
La nef de l'église St Antoine de Worbis
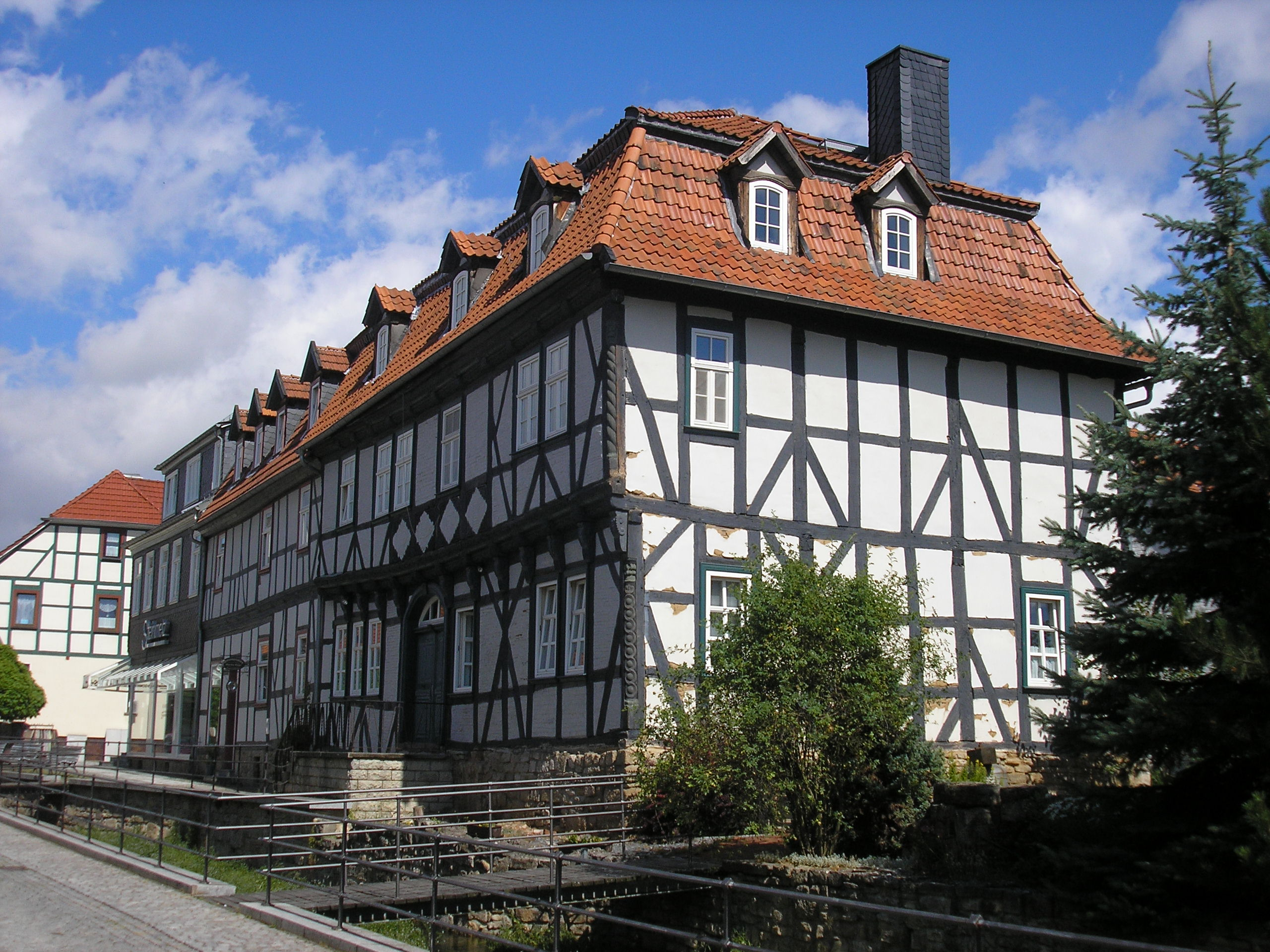
Une maison à colombages
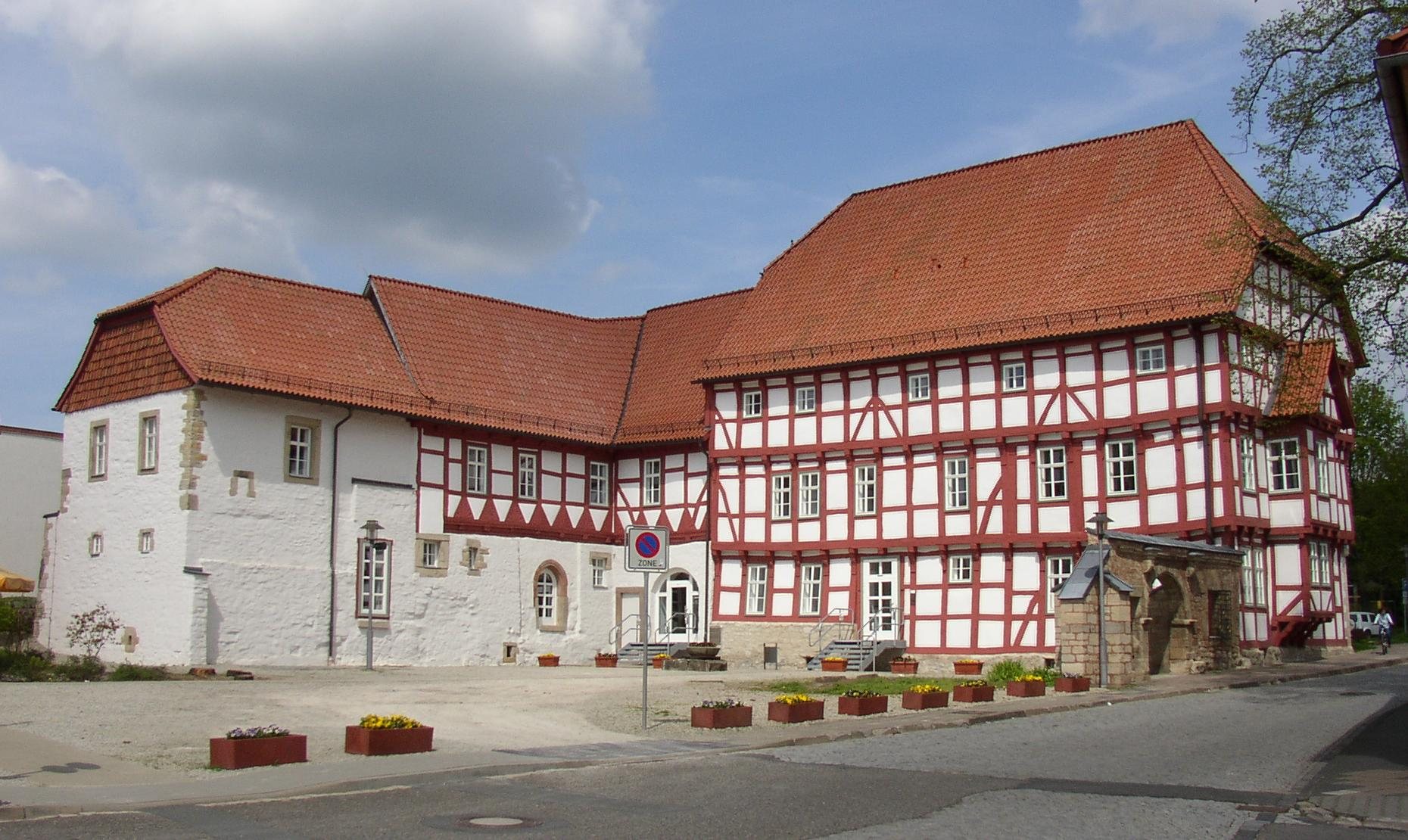
Ancien Hôtel de Ville de Worbis
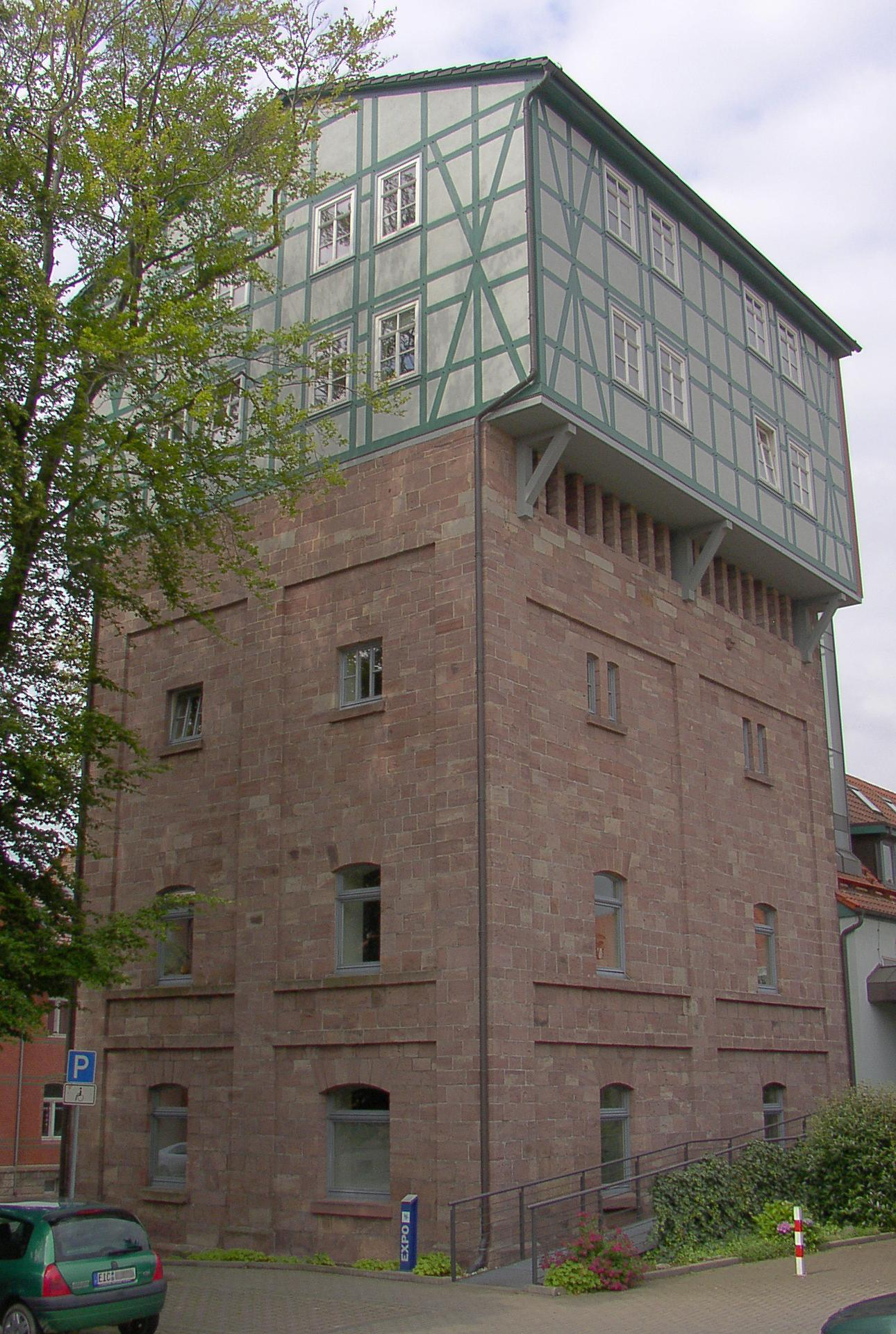
L'Hôtel de Ville de Leinefelde

## Jumelages

### Leinefelde
- Chełmek (Pologne), dans la voïvodie de Petite-Pologne ;
- Kanegasaki (Japon) depuis 2001 dans le district d'Isawa et la Préfecture d'Iwate ;
- Pápa (Hongrie) depuis 2005 dans le comitat de Veszprém.

### Worbis
- Medebach (Allemagne) depuis 1994 dans l'arrondissement du Haut-Sauerland en Rhénanie-du-Nord-Westphalie ;
- Annoeulin (France) depuis 2000 dans le département du Nord et la région Nord-Pas-de-Calais ;
- Mezőcsát (Hongrie) depuis 2000 dans le comitat de Borsod-Abaúj-Zemplén.

### Beuren
- Měrunice (Tchéquie) depuis 2004 dans le district de Teplice et la région d'Aussig-sur-Elbe.

### Breitenholz
- Béb (Hongrie) depuis 2004 dans le comitat de Veszprém.

### Breitenbach
- Hildfeld (Allemagne) depuis 1989, dans la commune de Winterberg et l'arrondissement du Haut-Sauerland en Rhénanie-du-Nord-Westphalie.

## Personnalités
- Johann Carl Fuhlrott, (1803-1877), naturaliste et préhistorien, découvreur de l'Homme de Néandertal.